# Serafí II
Serafí II (en grec Σεραφεὶμ Β') va ser patriarca de Constantinoble de l'any 1757 fins al 1761.
Nascut a l'Epir, va ser nomenat metropolità de Filipòpolis i després elegit patriarca de Constantinoble el 1757. Creia en la unió de l'Església Russa i l'Església Ortodoxa, i es va aproximar a l'Imperi Rus. L'any 1761 es va alçar contra la Sublim Porta, i va ser deposat i exiliat al Mont Atos, on va continuar la seva activitat a favor de la revolta grega contra els otomans.
L'any 1769 va enviar una carta on animava als grecs a participar en la Guerra russo-turca instigada per Rússia, i al veure que no es va aconseguir l'èxit esperat va fugir a Kíiv, a Ucraïna, on va morir l'any 1776.